# 맘보

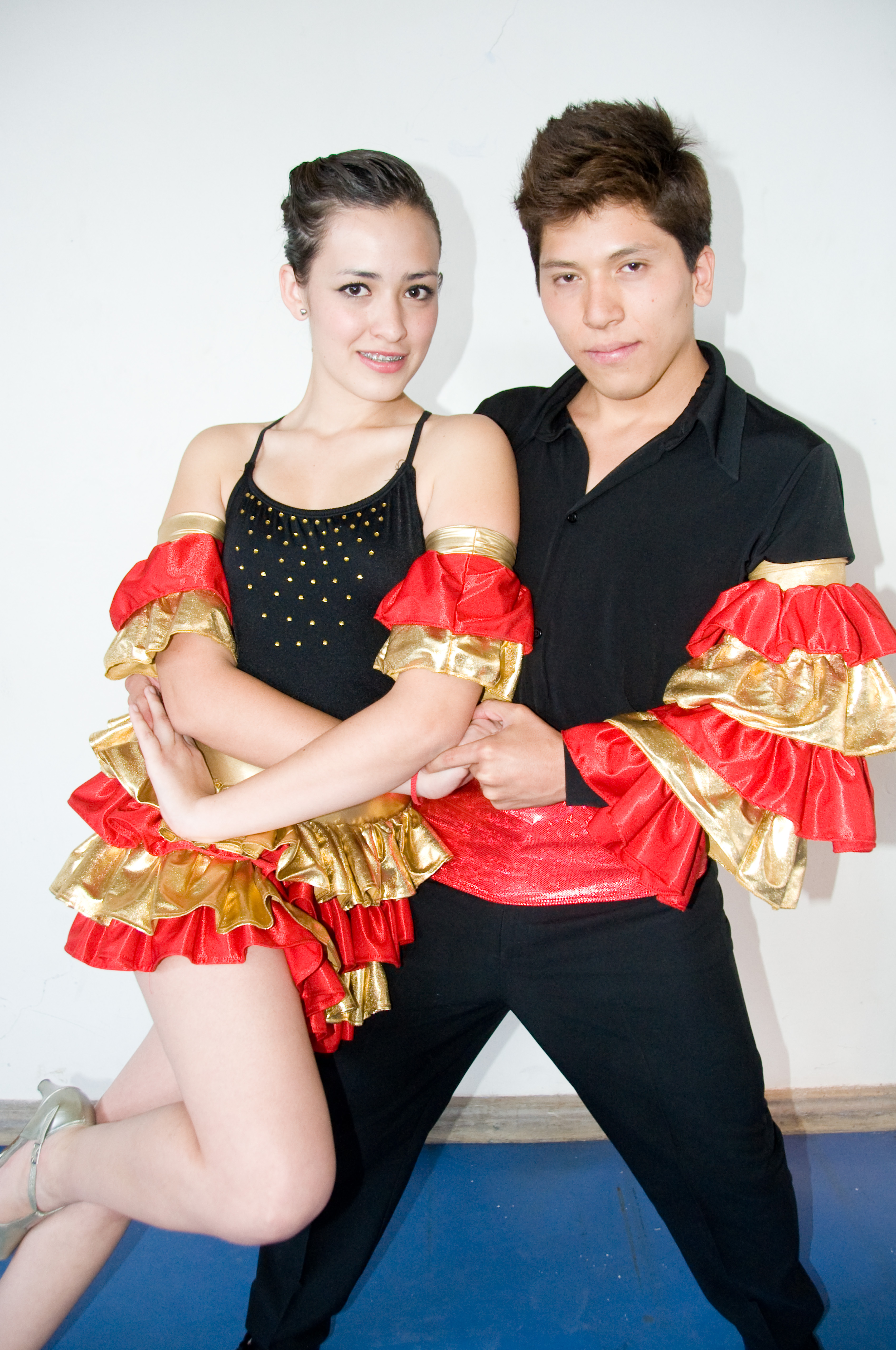

맘보(Mambo)는 라틴 음악의 하나이다. 쿠바 음악을 중심으로 한 댄스 스타일이다.
Mambo라는 말은 아이티의 토착 종교인 부두교의 여자 사제의 이름으로 "신과의 대화"라는 뜻을 가지고 있다.
이것이 음악의 장르로 알려지게 된 것은 1938년에 오레스테스(Orestes)와 카초 로페즈(Cachao López)에 의해 만들어진 손 음악, Mambo에 의해서이다.
맘보는 1930년대 후반에 쿠바에서 유행하고 있던 룸바에다 재즈의 요소를 더한 형태로 만들어지게 되는데, 1940년대 후반에 페레즈 프라도(Dámaso Pérez Prado)에 의해서 댄스를 위한 음악으로 널리 알려지게 된다.
빅 밴드에선 혼 섹션이 리듬 악기로 구성된다.
악기 구성은 콩가, 봉고, 팀발레스, 쿠라베스, 베이스, 피아노, 트롬본, 트럼펫, 색소폰등이다.
대표곡으로 맘보 No.5와 맘보 인을 들 수있다.